# Pegomya varipes
Pegomya varipes este o specie de muște din genul Pegomya, familia Anthomyiidae. A fost descrisă pentru prima dată de Pokorny în anul 1889. Conform Catalogue of Life specia Pegomya varipes nu are subspecii cunoscute.